# Липецька Поляна
Ли́пе́цька Поля́на  (угор. Lipcsemező)— село в Україні, у Закарпатській області, Хустському районі, входить до складу Довжанської сільської громади, розташоване на правому березі річки Ріки, за 22,8 км від районного центру Хуст та за 110 км від обласного центру Ужгород на автодорозі Хуст-Свалява (Т0712).
Найближчі населені пункти Каллів, Слоповий, Ожоверх,
Населення становить близько 2 965 осіб (станом на 2001 рік.) .

## Географія
Вулиці з поштовим індексом 90425:
1. вул. Кірова
2. вул. Космічна
3. вул. Миру
4. вул. Дружби
5. вул. Лісна
6. вул. Зелена
7. вул. Мічуріна
8. вул. Борканюка
9. вул. Шкільна
10. вул. Радянська
11. вул. Тиха
12. вул. Молодіжна
13. вул. Набережна
14. вул. Першотравнева
15. вул. Проектна
16. вул. Садова
17. вул. Ювілейна
18. вул. Слав'янська
19. вул. Перемоги

Джерела:
https://imisto.net/uk/postcodes/index/90425

### Площа
Протяжність кордонів села Липецька Поляна з півночі на південь 1 км 499 м, із заходу на схід 3 км 380 м.
Джерела:
- https://uz.2ua.org/lypetska_polyana/mapa/

### Водойми
Селом протікає річка Осава (притока річки Ріка) та струмок Ліпце.

## Кінематограф
В 1963 році Одеською кіностудією в селі Липецька Поляна проводилися зйомки художнього фільму Царі, знятого режисером Михайлом Терещенком. В зйомках брали участь жителі села, знято мальовничі куточки села.
Сюжет
У гірському селі Закарпаття мешкає родина плотогону Михайли Царя. Їх усюди поважають, і голова роду дуже пишається цим.
Але син Олекса полюбив фельдшера Надю, хоча у самого є дружина, а у Наді — дитина. Батько та брати змушують Олексу покинути коханку. 
Але коли виникла потреба перевезти хвору дочку Наді на плоту до лікарні, щоб урятувати від смерті, з їхніх очей ніби спала завіса.
Вони визнали право Олекси та Наді на кохання.
Посилання:
- Липецька Поляна на сайті IMDb (англ.)

## Історія

### Перша згадка
Перша згадка про Липецкой Поляні відноситься до 1463 р.
Згідно з народними переказами, перші поселенці на території сучасного села з’явилися у першій половині 16 ст, коли край захопили турки та розгромили угорські війська під Могачем у 1526р.Сюди у непрохідні лісові масиви рятуючись від турецьких яничар, тікали селяни з навколишніх сіл з своїм майном та худобою.На галявинах робили тимчасові домівки.Через те, що більшість поселенців на новому місті були вихідці з найближчого села Липча, а нове поселення виникло на лісовій галявині село почали називати Липча Поляна.Вперше в письмових джерелах село згадується в 1653 році в «Призначенні Мукачівським епископом в село першого священнослужителя».

### Попередня назва
1. 1614 рік - Polana.
2. 1653 рік - Lipcse Polyana.
3. 1725 рік - Polana.
4. 1773 рік - Lipcse Polyana.
5. 1808 рік - Polyána.
6. 1828 рік - Polyana, Lipecka Polyana.
7. 1838 рік - Lipcse-Pojána.
8. 1851 рік - Lipcse-Polyána.
9. 1877 рік - Polyána (Lipcse), Lipecka - Polyana.
10. 1913 рік - Lipcsemező.
11. 1925 рік - Lipša Poljana.
12. 1930 рік - Polana Lipecká.
13. 1944 рік - Lipcsemező, Липецка Поляна.
14. 1983 рік - Липецька Поляна, Липецкая Поляна.

Джерела:
- Нариси історії Закарпаття. Том І (з найдавніших часів до 1918 року). – Ужгород: Госпрозрахунковий редакційно-видавничий відділ Закарпатського обласного управління по пресі, 1993.

### УРСР
У березні - квітні 1919 р. в селі існувала Радянська влада.
У 1932 р. почала діяти організація КПЧ, першим секретарем якої був І. В. Перець. 24 жовтня 1944 р. відбулося звільнення Липецької Поляни від нацистських окупантів. 23 жителя добровільно вступили до лав Червоної Армії, 9 - до складу 1-го Чехословацького армійського корпусу. 2 з них нагороджені орденами і медалями СРСР, 18 віддали життя в боях за свободу і незалежність Батьківщини.
У селі встановлено пам'ятник односельцям, загиблим у боротьбі з нацистами.
Джерела:
http://ukrssr.com.ua/zakarp/hustskiy/lipetska-polyana-hustskiy-rayon-zakarpatska-oblast

## Релігія

### Церква св. Петра і Павла 1847
У 1751 р. згадують дерев’яну церкву св. Параскевії з маленькою вежею, двома дзвонами та маленькими образами.
У 1801 р. йдеться про нову дерев’яну церкву, забезпечену церковними предметами. Теперішня церква є типовою мурованою базилікою з бароковим завершенням. На церкві датою спорудження вказано 1847р., а датою останнього ремонту – 1982.
Поряд у 1991 р. збудовано велику муровану дзвіницю з додатковим приміщенням. Ікони та настінне малювання перемальовано.
Джерела:
- Сирохман М. Церкви України: Закарпаття. – Льв.: 2000 р., с. 421.
- https://www.pslava.info/LypeckaPoljanaS_CerkSvPetraIPavla,119039.html

## Природні ресурси
У Липецькій Поляні є невичерпні запаси каменю, придатного для випалювання вапна.
На території Липецької Поляни є й унікальні мінеральні джерела, що мають лікувальні властивості.
При в’їзді в село розташована площа білоцвіту весняного. Ця рослина занесена до Червоної книги України. Розмір площі становить 0,3 га.

## Присілки
На навколишніх полонинах поступово з’являються шість присілків-хуторів із зимівників (так називали криті кошари для овець та кіз, яких утримували недалеко від полонин зимою): Слоповий, Каллів, Ділок, Клобук, Нижній та Верхній Ожоверх.

### Ділок
Ділок - колишнє село в Україні, в Закарпатській області.
15.04.1967 р. об'єднане з селом Липецька Поляна рішенням облвиконкому Закарпатської області №155.
Перща згадка у другій половині ХІХ століття.

### Човнешній
Човнешній - колишнє село в Україні, в Закарпатській області.
Об'єднане з селом Липецька Поляна
Попередня назва:
- 1864 рік - Чонишни,
- 1898 рік - Csonésni,
- 1911 рік - Csajkásvölgy, Csonicsni patak,
- 1913 рік - Csónakos,
- 1944 рік - Csonecsníj, Човнешній.

### Клобук
Клобук - колишнє село в Україні, в Закарпатській області.
Об'єднане з селом Липецька Поляна
Попередня назва:
- 1898 рік - Klobuk,
- 1904 рік - Kerektető, Klobuk,
- 1907 рік - Kerektető,
- 1913 рік - Kerektető,
- 1944 рік - Klobuk, Клобукъ.

## Адміністрація
10.12.2020 рік - Гобан Ольга Василівна, староста сіл Липецька Поляна, Слоповий,  Ожоверх,  Каллів.
Джерела:
https://dovzhanska-gromada.gov.ua/docs/717437/

## Туристичні місця
- Храм  св. Петра і Павла. 1847.
- Мінеральні джерела, що мають лікувальні властивості.
- При в’їзді в село розташована площа білоцвіту весняного.